# Andżelika Wójcik
Andżelika Wójcik (Lubin, 8 de noviembre de 1996) es una deportista polaca que compite en patinaje de velocidad sobre hielo.
Ganó tres medallas de bronce en el Campeonato Mundial de Patinaje de Velocidad sobre Hielo en Distancia Individual entre los años 2020 y 2025, y tres medallas en el Campeonato Europeo de Patinaje de Velocidad sobre Hielo en Distancia Individual entre los años 2020 y 2024.

## Palmarés internacional
| Campeonato Mundial en Distancia Individual | Campeonato Mundial en Distancia Individual | Campeonato Mundial en Distancia Individual | Campeonato Mundial en Distancia Individual |
| Año                                        | Lugar                                      | Medalla                                    | Prueba                                     |
| ------------------------------------------ | ------------------------------------------ | ------------------------------------------ | ------------------------------------------ |
| 2020                                       | Salt Lake City (Estados Unidos)            | Medalla de bronce                          | Velocidad por equipos                      |
| 2024                                       | Calgary (Canadá)                           | Medalla de bronce                          | Velocidad por equipos                      |
| 2025                                       | Hamar (Noruega)                            | Medalla de bronce                          | Velocidad por equipos                      |
| Campeonato Europeo en Distancia Individual |                                            |                                            |                                            |
| Año                                        | Lugar                                      | Medalla                                    | Prueba                                     |
| 2020                                       | Heerenveen (Países Bajos)                  | Medalla de bronce                          | Velocidad por equipos                      |
| 2022                                       | Heerenveen (Países Bajos)                  | Medalla de oro                             | Velocidad por equipos                      |
| 2024                                       | Heerenveen (Países Bajos)                  | Medalla de plata                           | Velocidad por equipos                      |